# Zdenka Sojková
Zdenka Sojková (8. prosince 1921 Klobuky u Slaného – 12. března 2014) byla česká literární historička.
Roku 1948 absolvovala Filozofickou fakultu Univerzity Karlovy v Praze a poté působila jako učitelka ve Štětí a Velké Chuchli. Pod vlivem spolupracovníků se věnovala studiu problematiky slovenského národního obrození, především osobnosti Ľudovíta Štúra. Této problematice se věnovala i ve svých článcích, studiích a knihách. Je autorkou několika knih o Ľudovítu Štúrovi.
Roku 1996 jí byla Slovenskou akademií věd udělena Zlatá čestná plaketa za zásluhy ve společenských vědách.

## Dílo
- Ľudovít Štúr: K přátelům, k bratrům (1956, Praha)
- Skvitne ešte život. Kniha o Ľudovítu Štúrovi. (1965, Bratislava, upravené vydání: 1971, Bratislava a 2006, Martin)
- Slovenské jaro (2003, Praha)
- Knížka o životě Ľudovíta Štúra (2005, Praha)
- Téma Štúr – Problémy a návraty (2006, Praha)
- Obrysy politické publicistiky Ľudovíta Štúra z let 1836-1847 (2006, Praha)
- Na rozhraní dvou věků. K politické publicistice Ľudovíta Štúra z let 1847–1848 (2007, Praha)
- Návraty a setkávání (2008, Praha)
- Česká otázka a slovenská otázka (2009, Praha)
- Byla noc, ráno (2010, Praha)